# Busola AK

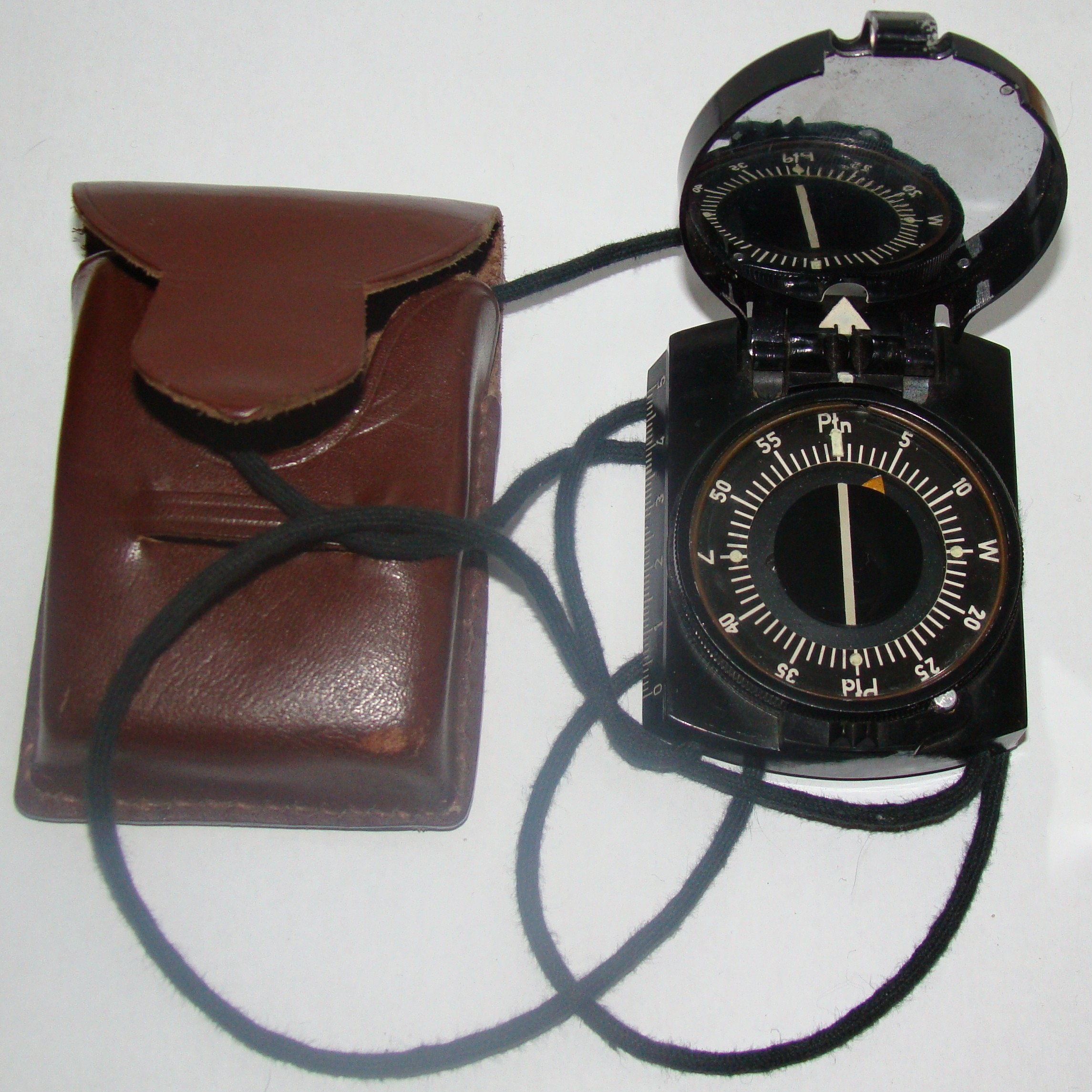
Busola AK

Busola AK – busola kierunkowa używana w armiach Układu Warszawskiego.
Busolę przyjęto na wyposażenie wojsk polskich po II wojnie światowej. Korpus busoli wykonany z plastiku wyposażony jest w igłę magnetyczną w pudełku zamykanym pokrywką z lusterkiem. Wyznaczanie azymutu odbywa się za pomocą przyrządów celowniczych (muszki i szczerbinki), lusterka i obrotowego limbusa z podziałką w tysiącznych. Głównie kierunki opisane są na tarczy skrótami w języku polskim (Płn, W, Płd, Z). Do przenoszenia busoli służy skórzany futerał.
Dane techniczne:
- Masa: 88 g
- Średnica tarczy: 50 mm
- Wymiary pudełka: 57x73x23mm

Busole AK produkowane były przez Śląskie Zakłady Mechaniczno-Optyczne OPTA.